# Teton County (Montana)
Teton County ist ein County im Bundesstaat Montana der Vereinigten Staaten. Der Sitz der Countyverwaltung (County Seat) befindet sich in Choteau.

## Demografische Daten

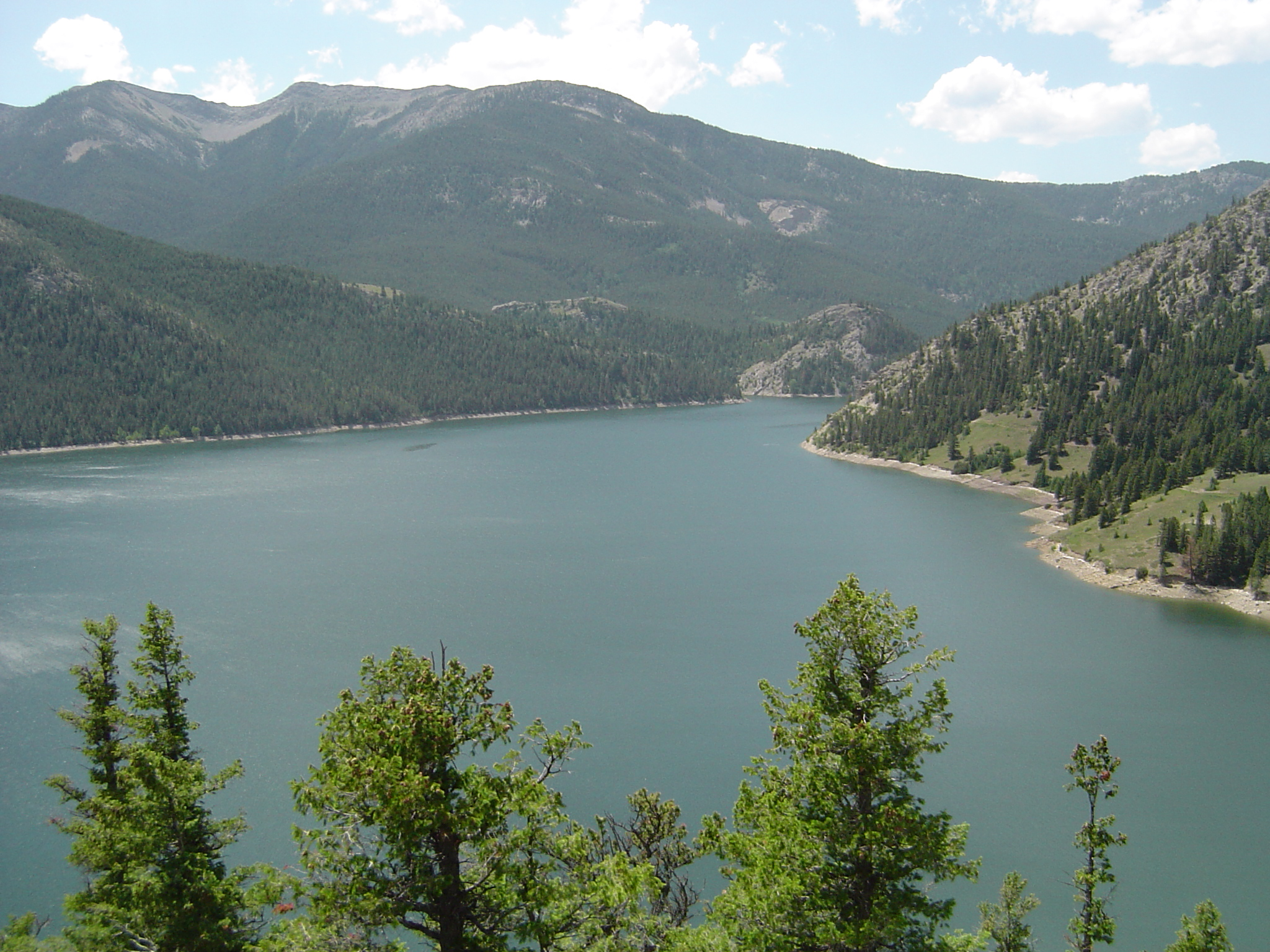
Das Gibson Reservoir

Nach der Volkszählung im Jahr 2000 lebten im County 6.445 Menschen. Es gab 2.538 Haushalte und 1.761 Familien. Die Bevölkerungsdichte betrug 1 Einwohner pro Quadratkilometer. Ethnisch betrachtet setzte sich die Bevölkerung zusammen aus 96,31 % Weißen, 0,19 % Afroamerikanern, 1,52 % amerikanischen Ureinwohnern, 0,09 % Asiaten, 0,00 % Bewohnern aus dem pazifischen Inselraum und 0,42 % aus anderen ethnischen Gruppen; 1,47 % stammten von zwei oder mehr ethnischen Gruppen ab. 1,13 % der Bevölkerung waren spanischer oder lateinamerikanischer Abstammung.
Von den 2.538 Haushalten hatten 31,60 % Kinder und Jugendliche unter 18 Jahre, die bei ihnen lebten. 61,10 % waren verheiratete, zusammenlebende Paare, 5,90 % waren allein erziehende Mütter. 30,60 % waren keine Familien. 27,30 % waren Singlehaushalte und in 13,90 % lebten Menschen im Alter von 65 Jahren oder darüber. Die Durchschnittshaushaltsgröße betrug 2,51 und die durchschnittliche Familiengröße lag bei 3,09 Personen.
Auf das gesamte County bezogen setzte sich die Bevölkerung zusammen aus 27,30 % Einwohnern unter 18 Jahren, 6,10 % zwischen 18 und 24 Jahren, 24,60 % zwischen 25 und 44 Jahren, 25,40 % zwischen 45 und 64 Jahren und 16,60 % waren 65 Jahre alt oder darüber. Das Durchschnittsalter betrug 40 Jahre. Auf 100 weibliche Personen kamen 97,00 männliche Personen, auf 100 Frauen im Alter ab 18 Jahren kamen statistisch 96,00 Männer.

Das jährliche Durchschnittseinkommen eines Haushalts betrug 30.197 USD, das Durchschnittseinkommen der Familien betrug 36.662 USD. Männer hatten ein Durchschnittseinkommen von 25.794 USD, Frauen 18.389 USD. Das Prokopfeinkommen betrug 14.635 USD. 16,60 % der Bevölkerung und 12,20 % der Familien lebten unterhalb der Armutsgrenze. 25,60 % davon waren unter 18 Jahre und 8,40 % waren 65 Jahre oder älter.

## Geschichte
Ein Bauwerk im County ist im National Register of Historic Places eingetragen (Stand 9. Februar 2018), das Teton County Courthouse.

## Orte im Teton County
Citys
| - Choteau |

Towns
| - Dutton - Fairfield |

Census-designated places (CDP)
| - Bynum - Power |

Unincorporated Communitys
| - Agawam - Pendroy |